# Cernion
Cernion est une commune française située dans le département des Ardennes, en région Grand Est.

## Géographie
|                | Marby   | Blombay             |
| Flaignes-Havys | Cernion |                     |
| Logny-Bogny    |         | Aubigny-les-Pothées |

### Hydrographie
La commune est dans le bassin versant de la Meuse au sein du bassin Rhin-Meuse. Elle n'est drainée par aucun cours d'eau,.

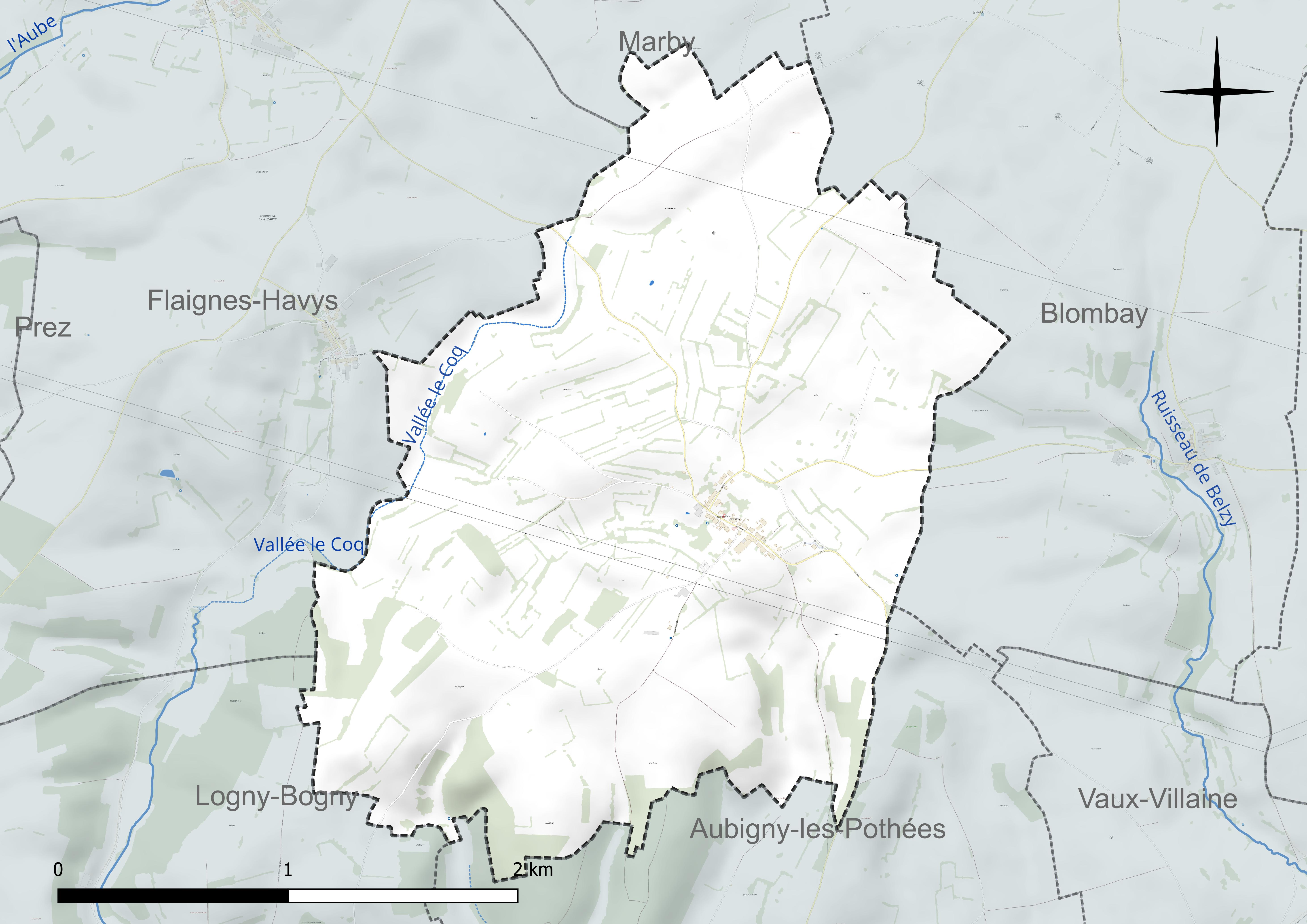
Réseau hydrographique de Cernion.

### Climat
Pour des articles plus généraux, voir Climat du Grand Est et Climat des Ardennes.
En 2010, le climat de la commune est de type climat de montagne, selon une étude du Centre national de la recherche scientifique s'appuyant sur une série de données couvrant la période 1971-2000. En 2020, Météo-France publie une typologie des climats de la France métropolitaine dans laquelle la commune est exposée à un climat océanique altéré et est dans la région climatique Nord-est du bassin Parisien, caractérisée par un ensoleillement médiocre, une pluviométrie moyenne régulièrement répartie au cours de l’année et un hiver froid (3 °C).
Pour la période 1971-2000, la température annuelle moyenne est de 9,2 °C, avec une amplitude thermique annuelle de 15 °C. Le cumul annuel moyen de précipitations est de 1 048 mm, avec 14,7 jours de précipitations en janvier et 10,1 jours en juillet. Pour la période 1991-2020, la température moyenne annuelle observée sur la station météorologique de Météo-France la plus proche, « Signy-l'abbaye », sur la commune de Signy-l'Abbaye à 11 km à vol d'oiseau, est de 10,2 °C et le cumul annuel moyen de précipitations est de 1 060,5 mm. 
La température maximale relevée sur cette station est de 40 °C, atteinte le 25 juillet 2019 ; la température minimale est de −20,5 °C, atteinte le 17 janvier 1985,,.
Les paramètres climatiques de la commune ont été estimés pour le milieu du siècle (2041-2070) selon différents scénarios d'émission de gaz à effet de serre à partir des nouvelles projections climatiques de référence DRIAS-2020. Ils sont consultables sur un site dédié publié par Météo-France en novembre 2022.

## Urbanisme

### Typologie
Au 1er janvier 2024, Cernion est catégorisée commune rurale à habitat dispersé, selon la nouvelle grille communale de densité à 7 niveaux définie par l'Insee en 2022.
Elle est située hors unité urbaine. Par ailleurs la commune fait partie de l'aire d'attraction de Charleville-Mézières, dont elle est une commune de la couronne,. Cette aire, qui regroupe 132 communes, est catégorisée dans les aires de 50 000 à moins de 200 000 habitants,.

### Occupation des sols
L'occupation des sols de la commune, telle qu'elle ressort de la base de données européenne d’occupation biophysique des sols Corine Land Cover (CLC), est marquée par l'importance des territoires agricoles (95 % en 2018), une proportion identique à celle de 1990 (95 %). La répartition détaillée en 2018 est la suivante : 
prairies (56,1 %), terres arables (38,2 %), forêts (5 %), zones agricoles hétérogènes (0,6 %). L'évolution de l’occupation des sols de la commune et de ses infrastructures peut être observée sur les différentes représentations cartographiques du territoire : la carte de Cassini (XVIIIe siècle), la carte d'état-major (1820-1866) et les cartes ou photos aériennes de l'IGN pour la période actuelle (1950 à aujourd'hui).

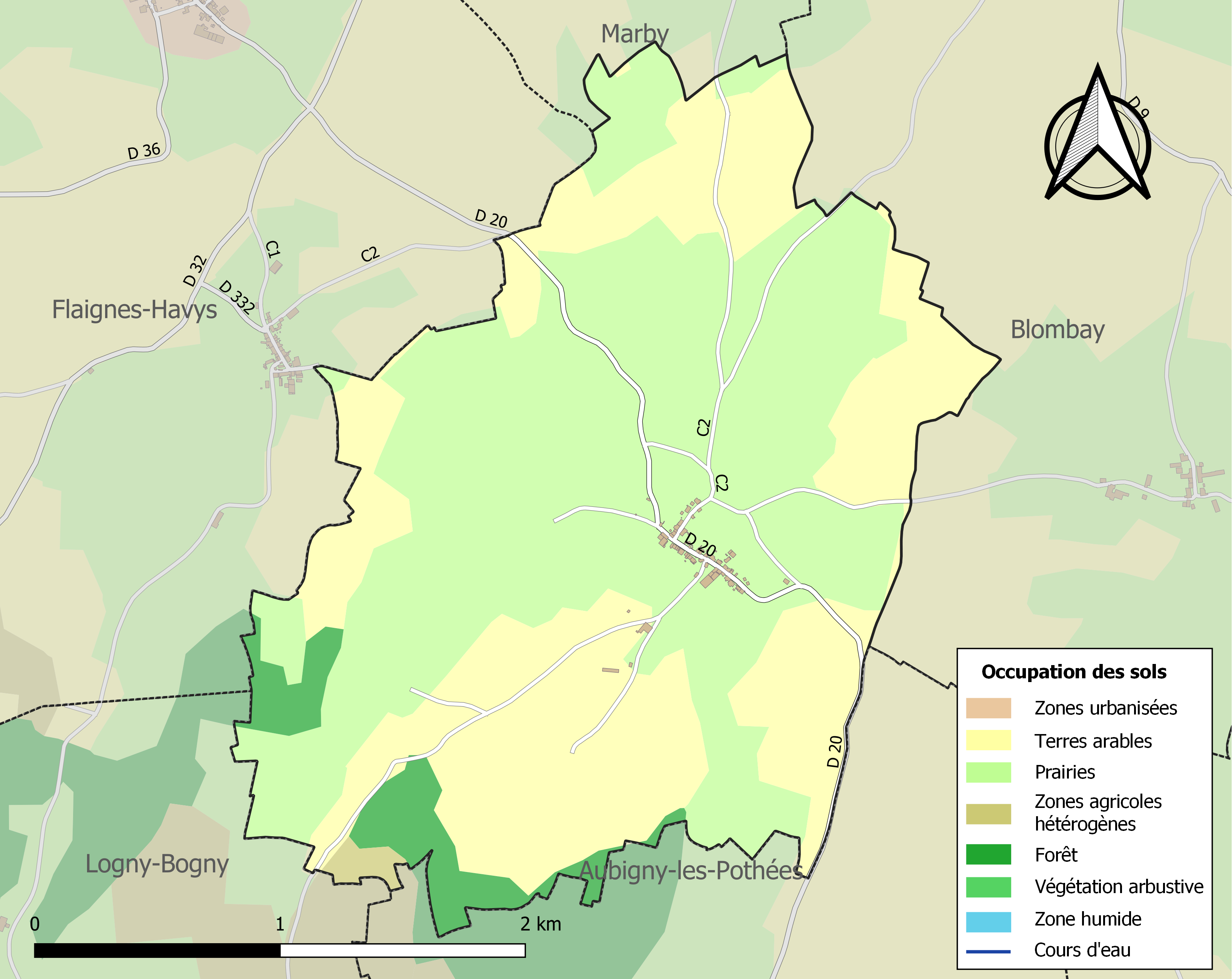
Carte des infrastructures et de l'occupation des sols de la commune en 2018 (CLC).

## Histoire
Cernion (Cergnon) faisait vers 1200 partie de la baronnie ecclésiastique des Pothées. Les chanoines du chapitre de Reims s'appelaient Barons des Potetz.
Roger de Rocroy et sa femme Alix vendent en 1219 leurs possessions à Cernion au chapitre de Reims.
Cernion est donc un des dix-sept villages du domaine  des Potées (ou Pothées) — qui tient son nom de « de Potestatibus » ou propriétés avec la notion de souveraineté— avec Aubigny, Blombay Chilly, Ecle (sous Marby), Étalles, Flaignes-les-Oliviers, Justine, Laval-Morency, Lépron, Logny, Marby, Marlemont, Maubert-Fontaine, Prez, Sévigny-la-Forêt et Vaux-Villaines.
Nicolas V de Rumigny — et par la suite ses successeurs — en devient l’avoué à qui le chapitre accorde dès 1215 douze deniers blancs et une poule ou un chapon à recevoir annuellement de chaque famille des villages nouveaux. De son côté, l’avoué promet aux chanoines aide et assistance pour les constructions projetées et aux habitants son appui et protection.
Selon la tradition, une église et son presbytère, aujourd'hui disparus, auraient existé au lieu-dit la Fontaine des Prêtres.
En mai 1643, dans le contexte de la bataille de Rocroi, Cergnyon est attaqué par les ennemis, quatorze maisons sont incendiées, l'église est pillée et les moissons s'y trouvant en sureté sont enlevées. Ils sont passés une autre fois en tuèrent quatre habitants.

## Politique et administration
| Période                                  | Période  | Identité             | Étiquette | Qualité  |
| ---------------------------------------- | -------- | -------------------- | --------- | -------- |
| mars 2001                                | 2014     | Jeannine Gennesseaux |           |          |
| Mars 2014                                | mai 2020 | André Hotte          | SE        | Retraité |
| mai 2020                                 | En cours | Patricia Félix       |           | Employée |
| Les données manquantes sont à compléter. |          |                      |           |          |

Cernion a adhéré à la charte du parc naturel régional des Ardennes, à sa création en décembre 2011.

## Démographie
L'évolution du nombre d'habitants est connue à travers les recensements de la population effectués dans la commune depuis 1793. Pour les communes de moins de 10 000 habitants, une enquête de recensement portant sur toute la population est réalisée tous les cinq ans, les populations de référence des années intermédiaires étant quant à elles estimées par interpolation ou extrapolation. Pour la commune, le premier recensement exhaustif entrant dans le cadre du nouveau dispositif a été réalisé en 2006.

En 2022, la commune comptait 54 habitants, en évolution de −6,9 % par rapport à 2016 (Ardennes : −2,97 %, France hors Mayotte : +2,11 %).
| 1793 | 1800 | 1806 | 1821 | 1831 | 1836 | 1841 | 1846 | 1851 |
| ---- | ---- | ---- | ---- | ---- | ---- | ---- | ---- | ---- |
| 165  | 157  | 170  | 181  | 207  | 204  | 199  | 194  | 192  |

| 1866 | 1872 | 1876 | 1881 | 1886 | 1891 | 1896 | 1901 | 1906 |
| ---- | ---- | ---- | ---- | ---- | ---- | ---- | ---- | ---- |
| 137  | 140  | 133  | 125  | 145  | 135  | 134  | 125  | 135  |

| 1911 | 1921 | 1926 | 1931 | 1936 | 1946 | 1954 | 1962 | 1968 |
| ---- | ---- | ---- | ---- | ---- | ---- | ---- | ---- | ---- |
| 118  | 94   | 99   | 88   | 79   | 86   | 80   | 64   | 56   |

| 1975 | 1982 | 1990 | 1999 | 2006 | 2011 | 2016 | 2021 | 2022 |
| ---- | ---- | ---- | ---- | ---- | ---- | ---- | ---- | ---- |
| 58   | 55   | 51   | 46   | 49   | 58   | 58   | 55   | 54   |

## Héraldique
| Armes de Cernion | Les armes de Cernion se blasonnent ainsi : Mi-parti : au 1er d’azur à la croix d’argent cantonnée de quatre fleurs de lys d’or, au 2e d’or à la croix de gueules cantonnée de quatre roses du même. |

## Lieux et monuments
- Église Saint-Quentin. Dans l'église une statue de saint Quentin et une statue de la Vierge, classées monuments historiques à titre d'objets.

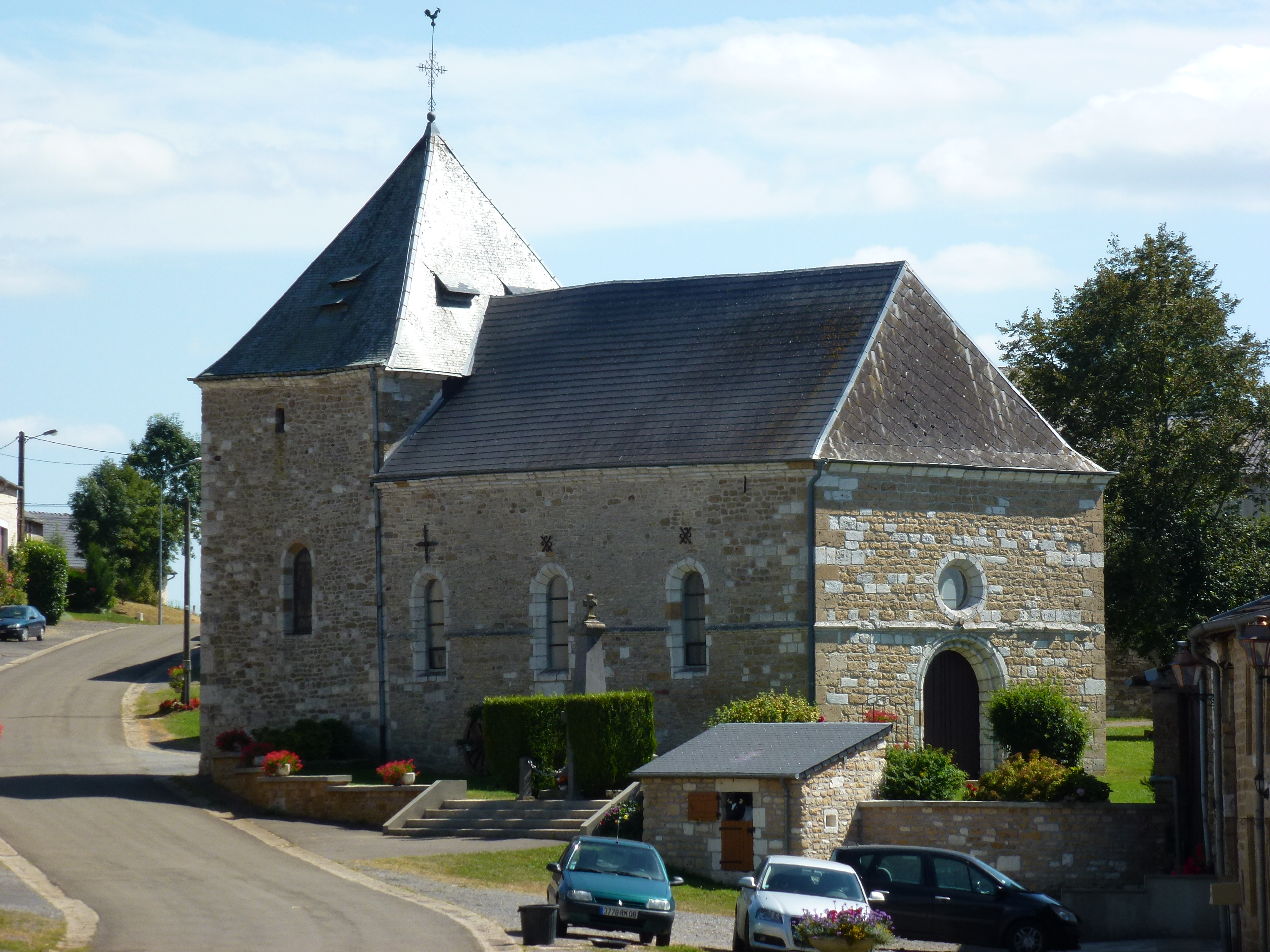
Église Saint-Quentin.
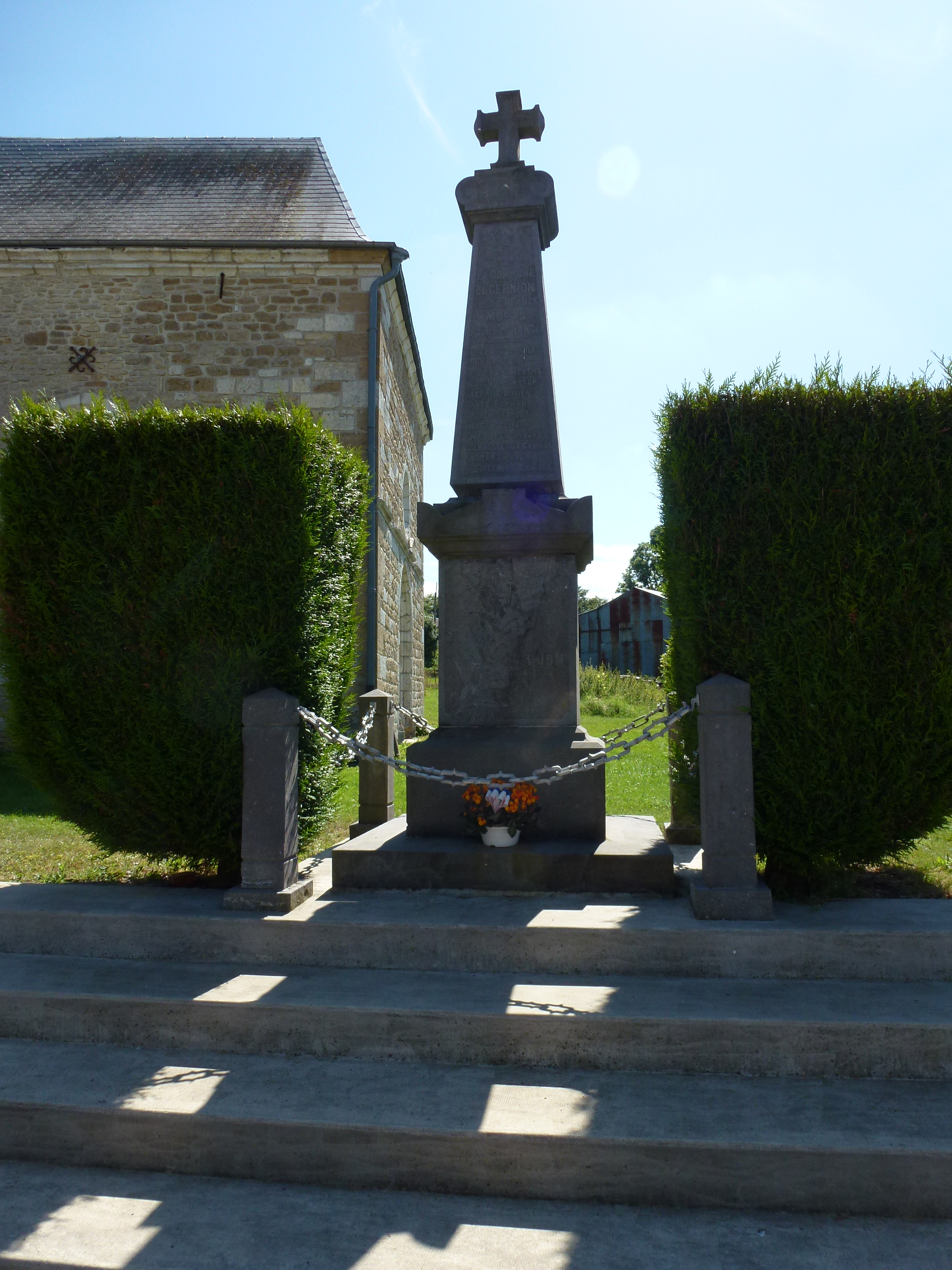
Monument aux morts.